# Conselho Privado do Rei (Tailândia)

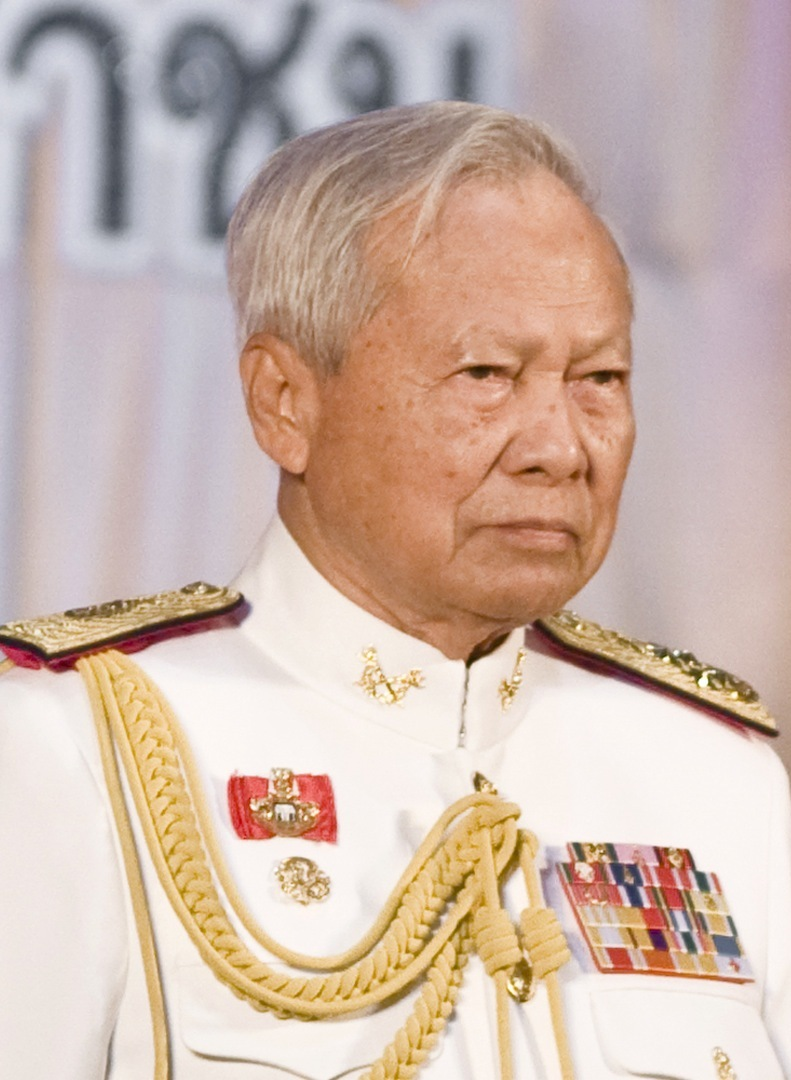
General Prem Tinsulanonda, atual presidente do Conselho Privado da Tailândia.

O Conselho Privado da Tailândia é um corpo de assessores nomeados para o monarca da Tailândia: o rei Maha Vajiralongkorn. O Conselho, como a Constituição da Tailândia estipula, deve ser composto por no máximo dezoito membros. O Conselho é liderado pelo presidente; atualmente o ex-primeiro-ministro e general do Exército Prem Tinsulanonda. Eles são livremente nomeados pelo monarca e o representam em eventos e funções oficiais.
De acordo com a Constituição da Tailândia de 2007, ao Conselho são dados muitos poderes e responsabilidades, tudo no que diz respeito à monarquia da Tailândia e da Dinastia Chakri. Os escritórios do Conselho estão localizados em Bangkok, Tailândia.
Nos últimos anos, o Conselho e seu presidente em particular, têm sido acusados de interferir na política. Isso decorre devido as ligações do conselho com os militares, em especial durante o Golpe de Estado na Tailândia em 2006.